# 7556 Perinaldo
7556 Perinaldo è un asteroide della fascia principale. Scoperto nel 1982, presenta un'orbita caratterizzata da un semiasse maggiore pari a 2,9074908 UA e da un'eccentricità di 0,1174117, inclinata di 2,64424° rispetto all'eclittica.
L'asteroide è stato dedicato al paese natale dell'astronomo Giovanni Domenico Cassini (Perinaldo, 8 giugno 1625 – Parigi, 14 settembre 1712).